# Golden Axe III
Golden Axe III (ゴールデンアックス  III?) är ett TV-spel i Golden Axe-serien, utgivet till Sega Mega Drive 1993. Spelet släpptes som kassett i Japan, och i Nordamerika över Sega Channel.
Spelet har, precis som så många andra Sega Mega Drive-titlar, återutgivits till Playstation 2 och Playstation Portable som en del av samlingen Sega Mega Drive Collection. Spelet har också återutgivits till Wii Virtual Console, vilket skedde i Japan den 4 september 2007, och i PAL-regionen den 5 oktober samma år. Spelet återutgavs till Virtual Console i Nordamerika den 22 oktober 2007. Spelet låg också på samlingen Sega Mega Drive Ultimate Collection till Xbox 360 och Playstation 3.

## Handling
Mörkrets prins, Hellstrike, har stulit den gyllene yxan och kastat en förbannelse över alla krigare. En hjälte har dock lyckats bryta förbannelsen, och skall nu stoppa Hellstrike.

### Fotnoter
1. ↑  ”Golden Axe iII” (på engelska). Mobygames. 12 mars 1993. http://www.mobygames.com/game/golden-axe-iii. Läst 7 juni 2014.